# Міський тунель (Мальме)
55°36′06″ пн. ш. 13°00′13″ сх. д. / 55.60162735° пн. ш. 13.00369263° сх. д.
Мальменський міський тунель — залізничний тунель завдовжки 17 км
 
між існуючим терміналом станції Мальме-Центральне і Ересуннським мостом. 6 км нової залізниці прокладено під центром міста, проходка тунелю завершена у квітні 2008 року. Метою проекту є скорочення часу поїздки між Мальме і данською столицею Копенгаген, а також збільшення пропускної спроможності транспортної мережі "Сканія" шляхом перетворення кінцевої станції Мальме-Центральна у транзитну станцію. Вартість проекту оцінюється в 9,45 млрд шведських крон. Тунель відкрито 4 грудня 2010. 

## Маршрут
Залізниця починається з нової частково підземної станції Мальме-Сентраль-Недре (Malmö С Nedre), побудованої під станцією Мальме-Центральне. 
Звідти залізниця прямує тунелем до нової підземної станції Тріангельн, побудованої на глибині 25 метрів під землею в центрі Мальме. 
Потім тунель повертає на південь до Гольма, звідки прямує відкритою дистанцією до нової станції, у районі новобудов, Гіллі. 
Тут залізниця має розгалуження — один маршрут проходить на захід для з'єднання з Öresundsbanan, а інша гілка з'єднується з Істадською і Треллеборзькою лініями (Kontinentalbanan)
.
- Північний портал: 55°36′37″ пн. ш. 13°00′24″ сх. д. / 55.610317° пн. ш. 13.006654° сх. д.
- Мальме-Сентраль-Недре: 55°36′35″ пн. ш. 13°00′01″ сх. д. / 55.609736° пн. ш. 13.000238° сх. д.
- Тріангельн: 55°35′41″ пн. ш. 13°00′01″ сх. д. / 55.594643° пн. ш. 13.000367° сх. д.
- Південний портал: 55°34′04″ пн. ш. 12°59′06″ сх. д. / 55.567888° пн. ш. 12.985067° сх. д.
- Гіллі: 55°33′39″ пн. ш. 12°58′41″ сх. д. / 55.560923° пн. ш. 12.977943° сх. д.

## Зображення

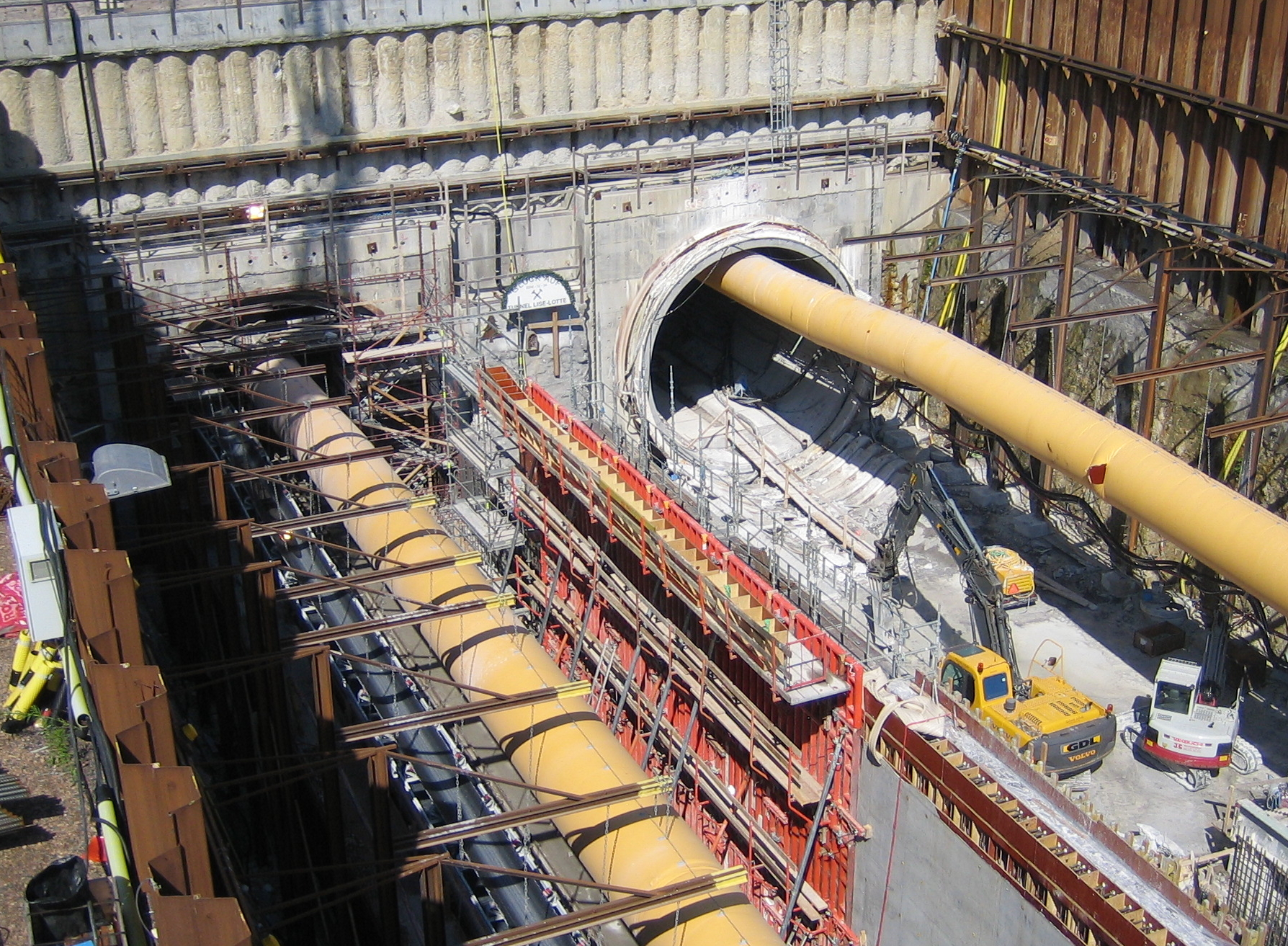
At Holma
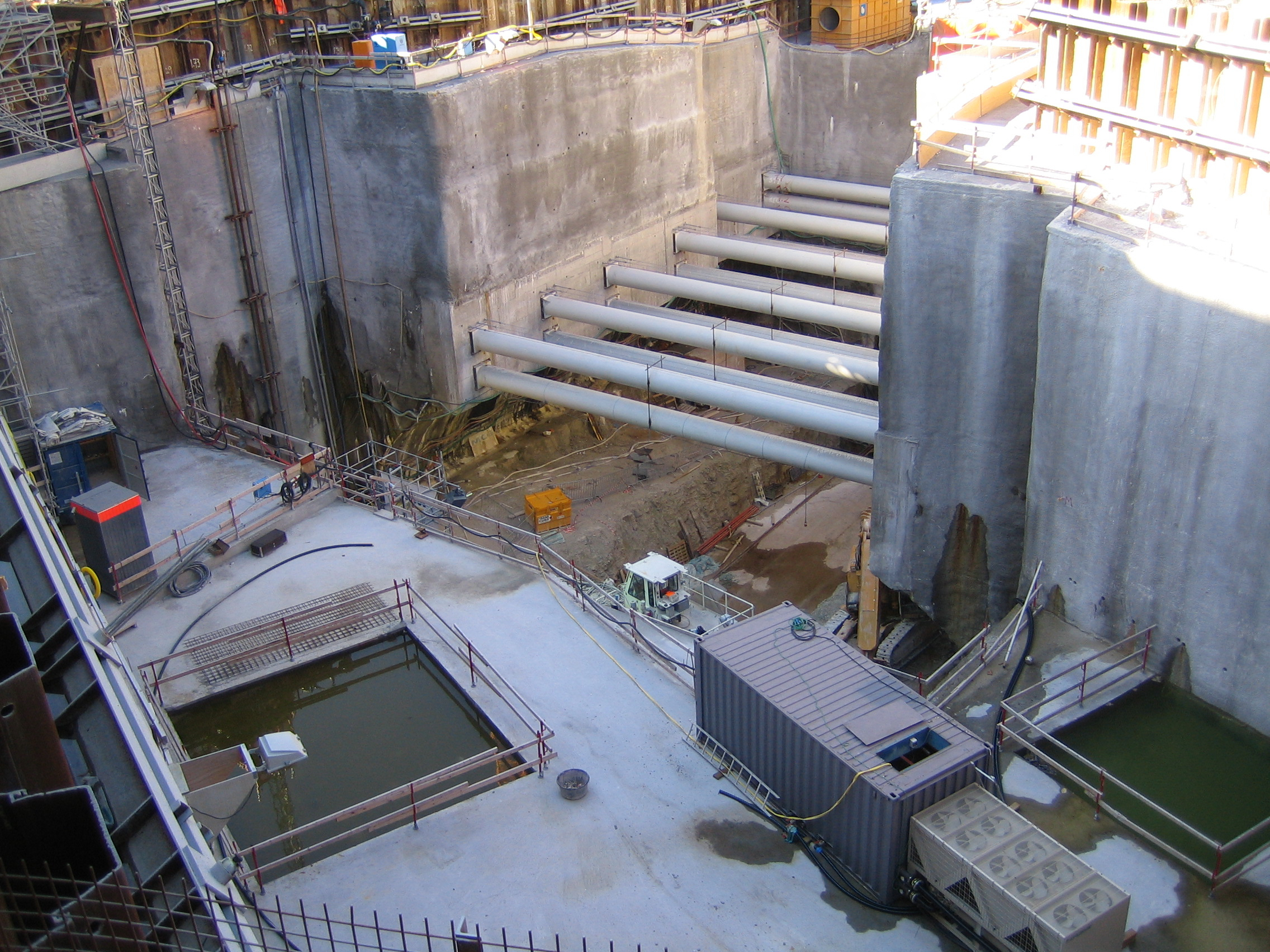
At Triangeln
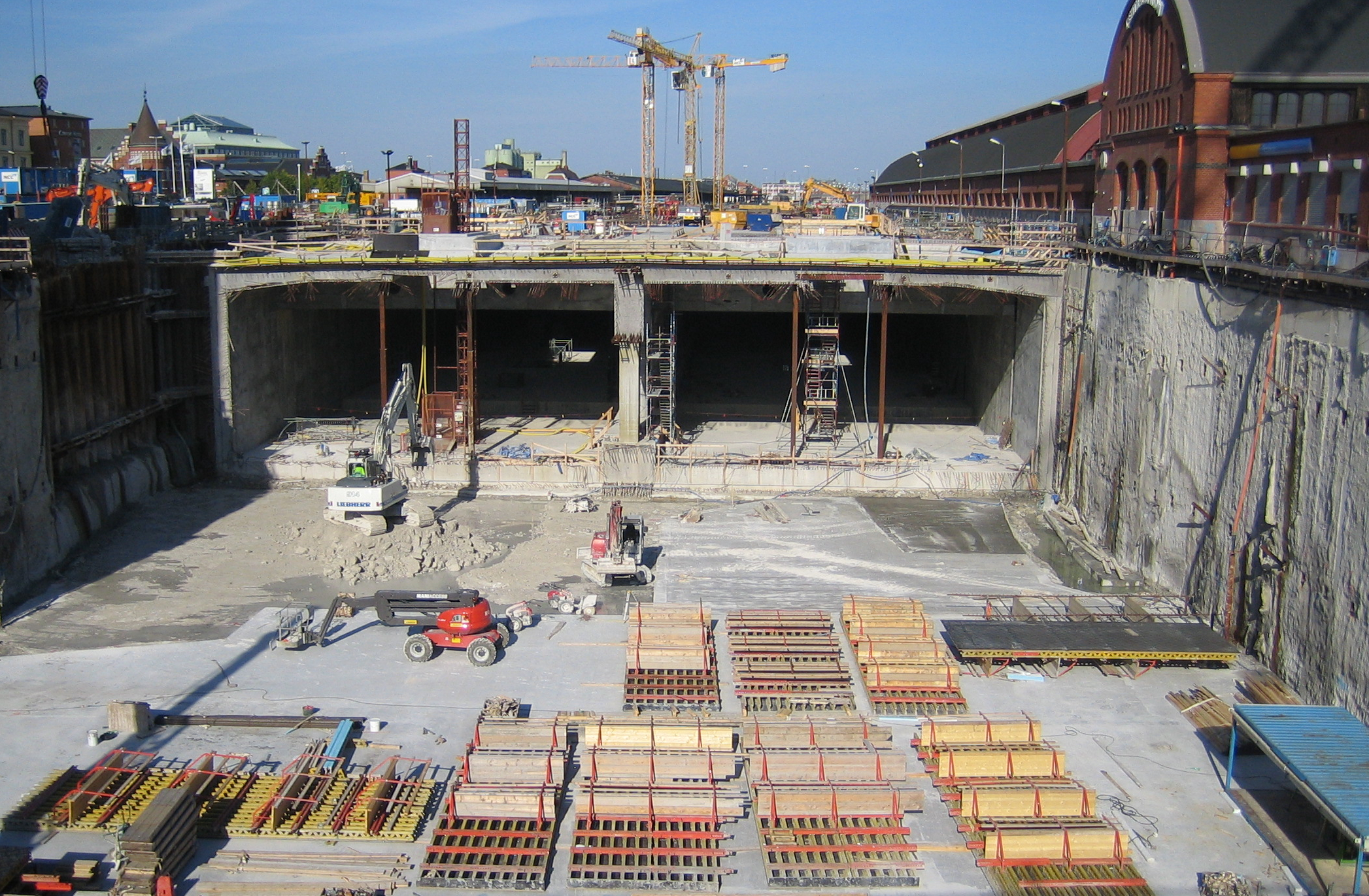
Near Malmö Central Station